# Visela
Visela – wieś w Estonii, w prowincji Võru, w gminie Urvaste.